# Euplica festiva
Euplica festiva is een slakkensoort uit de familie van de Columbellidae. De wetenschappelijke naam van de soort is voor het eerst geldig gepubliceerd in 1834 door Deshayes.